# Habitatge al Passeig de la Pau, 3 (Molins de Rei)
L'Habitatge al Passeig de la Pau, 3 és una obra modernista de Molins de Rei (Baix Llobregat) inclosa a l'Inventari del Patrimoni Arquitectònic de Catalunya.

## Descripció
Habitatge unifamiliar de planta baixa i pis. A la planta baixa hi ha la porta d'entrada i el garatge. Hi ha un sòcol de pedra rematat per una filera de rajoles verdes. Les dues portes estan emmarcades per falsos arcs de maó, dos d'ells en forma de llança.
El pis té una finestra i un petit balcó, encapçalats per uns frontons de rajola amb motius florals, els quals, a la vegada, estan emmarcats per una filera de maó. El conjunt de la casa està rematada per plafons verticals que combinen el maó vist amb la decoració de rajoles. Finalment, trobem un sobresortint arquejat amb la mateixa decoració. Entre els dos pisos figura la data de 1911.